# اجراء

نمونه‌ای از اجراء که در اینجا به عنوان مرحله‌ای از روند رسیدگی در Sکمیسیون بورس و اوراق بهادار آمریکا نشان داده شده

اجرا (به انگلیسی: Enforcement) را روند درست اجرای قوانین، مقررات، استانداردها و هنجارهای اجتماعی گویند. 
دولت‌ها تلاش می کنند تا با اجرای قوانین و مقررات، سیاست هایشان را با موفقیت اجرا کنند.  منظور از تصویب (به انگلیسی: Enactment)، اجرای قانون یا مقررات یا اجرای دستورهای اجرایی یا قضایی است.

## همچنین ببینید
- اجرای قانون
- قوانین اولیه و ثانویه